# Jonizacja udarowa
Jonizacja udarowa - zjawisko jonizacji cząsteczek zanieczyszczeń w dielektrykach pozostających w silnym niejednorodnym polu elektrycznym. W wyniku tej jonizacji powstawać mogą przebicia elektryczne - wyładowania elektryczne, które w pobliżu linii energetycznych mogą owocować impulsem wysokiego napięcia zwanego udarem. 
Wskutek jonizacji udarowej pomiędzy elektrodami zanurzonymi w dielektryku, przy odpowiednio wysokich napięciach powstaje przebicie - dający efekt świetlny kanał plazmowy utworzony z poruszających się przeciwsobnie elektronów (do anody) i jonów (do katody). Cząsteczki zanieczyszczeń dielektryka koncentrują się w miejscach gdzie natężenie pola jest największe. Pomiędzy elektrodami w dielektryku pojawiają się napięcia rzędu setek do tysięcy kV a przez kanał plazmowy przepływa prąd.
Jonizacja udarowa wykorzystywana jest m.in. w przemyśle przy obróbce elektroerozyjnej metali.